# Atlantic Telegraph Company

Flagge der Atlantic Telegraph Company von 1856

Die Atlantic Telegraph Company (ATC), deutsch „Atlantische Telegrafengesellschaft“, war in der zweiten Hälfte des 19. Jahrhunderts eine Kabelgesellschaft im Vereinigten Königreich Großbritannien und Irland. Hauptzweck war die Verlegung eines transatlantischen Telegrafenkabels.

## Geschichte

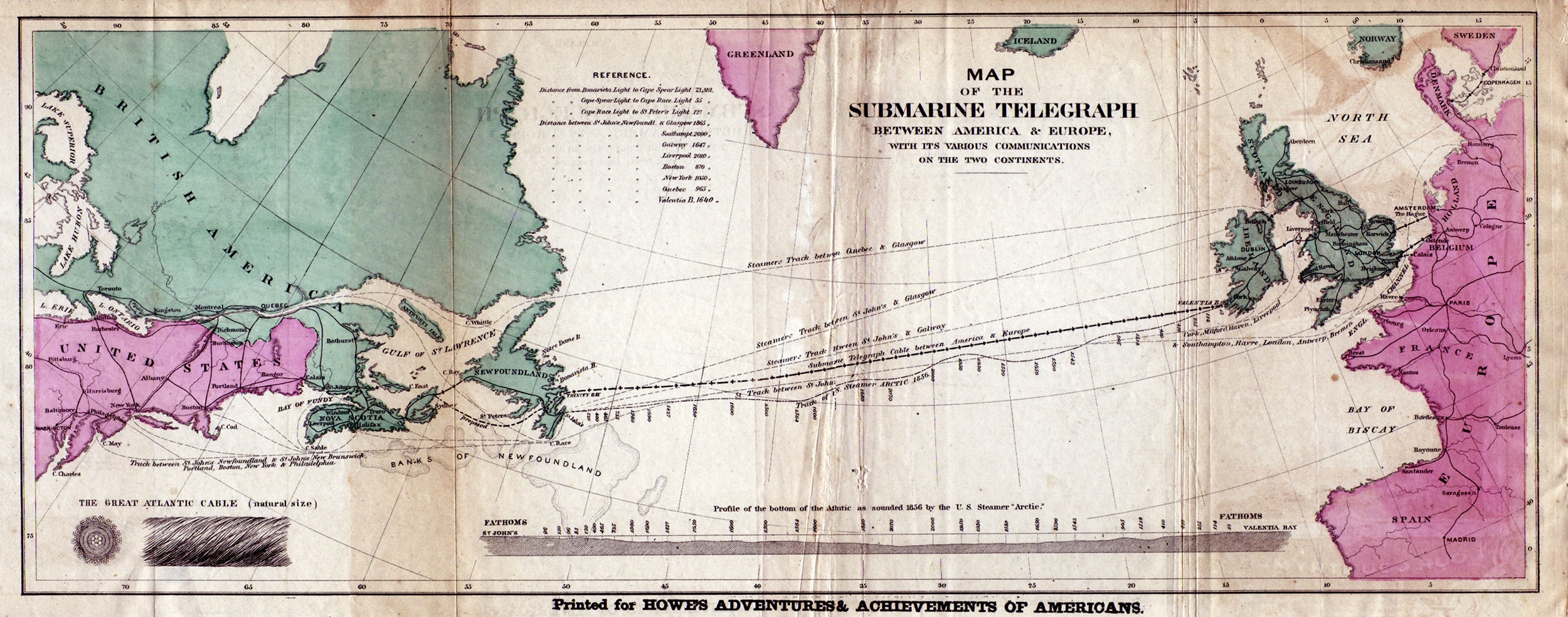
Zeitgenössische Karte zum Transatlantikkabel (1858)

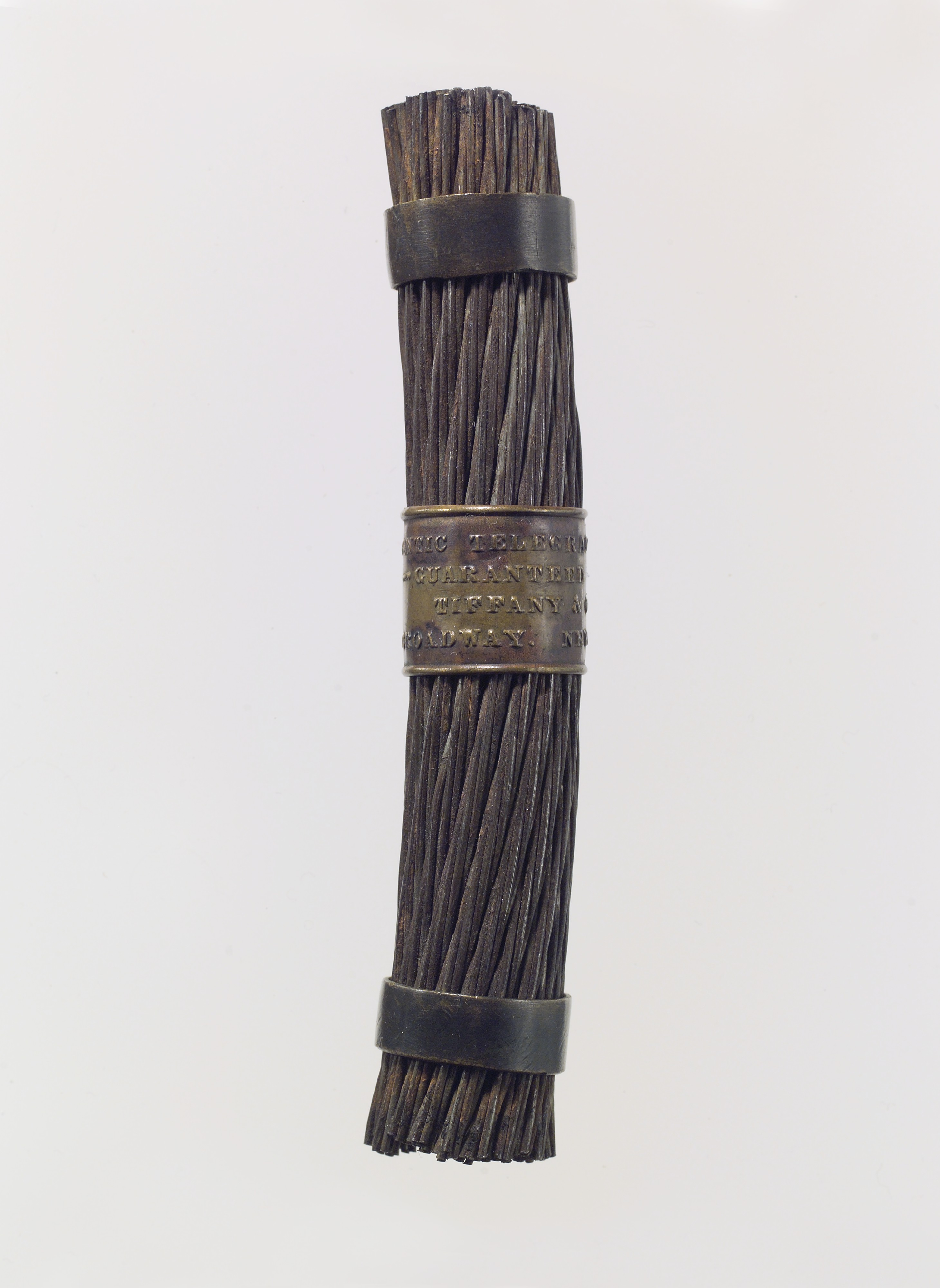
Kabel-Souvenir (um 1858)

Die Atlantic Telegraph Co. wurde am 6. November 1856 durch den US‑amerikanischen Unternehmer Cyrus Field (1819–1892) in London gegründet. Ziel war, ein kommerzielles Seekabel quer über den Atlantik zwischen Nordamerika und Europa zu verlegen und so erstmals eine schnelle Telekommunikation zwischen den beiden Erdteilen zu erreichen. Die Geschäftsidee war, mit den durch für die Telegramme erhobenen Gebühren die Kosten für den Bau zu amortisieren und bald Gewinn zu erwirtschaften.
Es konnten 345 Investoren gefunden werden, die jeweils mindestens 1000 Pfund in das Unternehmen einbrachten, das damit über ein Kapital von mehr als 350.000 Pfund verfügte. Der Vorstand bestand aus achtzehn Mitgliedern aus dem Vereinigten Königreich, neun aus den USA und drei aus Kanada, darunter neben Cyrus Field weitere Persönlichkeiten wie John Watkins Brett, Charles Tilston Bright sowie als Chefelektriker Wildman Whitehouse. Als externer Berater kam William Thomson hinzu, der spätere Lord Kelvin.
Nach einem gescheiterten ersten Versuch im Jahr 1857, gelang die Verlegung des Kabels im Jahr 1858. Die Presse auf beiden Seiten des Atlantiks hatte dieses Großereignis aufmerksam verfolgt und detailliert darüber berichtet. Die Begeisterung nach dem grandiosen Erfolg war entsprechend riesig. In New York City gab es eine Parade und Feuerwerk sowie zahllose Empfänge, Feierlichkeiten und Festreden. An der Londoner Börse verdoppelte sich der Aktienwert der ATC.
Allerdings war dieser grandiose Erfolg nur von kurzer Dauer, denn die Signalstärke, ohnehin nicht so hoch wie erhofft, nahm stetig ab. Die Signale waren bald kaum noch wahrzunehmen und am 1. September 1858, nach gut drei Wochen und insgesamt 732 übermittelten Telegrammen, waren sie völlig verschwunden. Als im April 1861 der Amerikanische Bürgerkrieg begann, war für die nächsten Jahre an eine neue Kabelunternehmung nicht zu denken. Der Krieg dauerte bis Juni 1865.
Nachdem Thomson vorgeschlagen hatte, ein neues Kabel zu verlegen, wurde eine neue Tochtergesellschaft, die Telegraph Construction and Maintenance Co. (Telcon), gegründet. Doch auch der Versuch im Jahr 1865 scheiterte. Das Kabel brach und ging im Atlantik verloren.
Als Konsequenz und um „frisches“ Kapital für einen weiteren Versuch aufzubringen, wurde ein neues Unternehmen gegründet, die Anglo-American Telegraph Company. Die unter deren Regie erfolgte neue Unternehmung konnte am 27. Juli 1866 erfolgreich abgeschlossen werden. Endlich stand eine dauerhaft funktionierende Kabelverbindung zwischen der „alten“ und der „neuen Welt“ zur Verfügung. Kurz darauf, am 31. August, konnte das ein Jahr zuvor verlorengegangene Kabel wiedergefunden und aus nahezu 4 km Tiefe an die Oberfläche hochgezogen werden. Dieses Kabel war nach wie vor Eigentum der ATC. Sie schloss eine vertragliche Vereinbarung mit der Anglo-American Telegraph Company, die bis 1873 gültig blieb. Somit standen ab dem 8. September 1866 zwei unabhängig und dauerhaft funktionierende Telegrafenverbindungen zwischen Neufundland und Irland zur Verfügung.